# Paul Radin
Paul Radin (* 2. April 1883 in Łódź, Polen; † 21. Februar 1959 in New York City) war ein  US-amerikanischer Anthropologe.

## Familie
Paul Radin war der dritte Sohn des Rabbiners Dr. Adolf-Moshe Radin (* 1848 in Neustadt-Schirwindt; † 1909) und seiner Ehefrau Johanna Theodor Radin. Sein Vater hatte an den Universitäten Berlin, Königsberg und Greifswald studiert.
Die Eltern emigrierten aus dem damaligen Russland mit ihren fünf Kindern (drei Söhne und zwei Töchter) im Jahr 1884 in die USA: Ihr Ankunftsort war Elmira (New York), von dort zogen sie 1890 nach New York. In beiden Städten war Adolf-Moshe Radin als Rabbiner tätig. In New York starben seine Töchter an Scharlach.
Paul Radin heiratete 1910 zum ersten Mal. In zweiter Ehe war er seit 1930 mit Doris Woodward verheiratet.

## Leben
Paul Radin besuchte das New Yorker City College, wo 1896 seine Freundschaft mit Robert Lowie begann. Radin beendete das College 1902 mit dem Bachelor. Danach studierte er zunächst Zoologie an der Columbia University. Während einer Europareise, die ihn 1905 nach München und 1906 nach Berlin führte, wechselte Radin zur Anthropologie. An der Berliner Friedrich-Wilhelms-Universität hörte er Karl von den Steinen, Eduard Seler und Paul Ehrenreich.
Nach seiner Rückkehr in die USA immatrikulierte sich Radin 1907 an der Columbia University. Er studierte Anthropologie bei Franz Boas und wurde 1911 zum Ph.D. promoviert. Seine Kommilitonen waren Edward Sapir, Clark Wissler und Frank Speck.
Von 1918 bis 1920 arbeitete Radin mit Alfred Kroeber und Robert Lowie an der University of California, Berkeley. Danach ging Paul Radin nach England an die Universität Cambridge zu W. H. R. Rivers († 1922) und blieb bis 1925. In dieser Zeit lernte er die Theorien von Carl Gustav Jung kennen, insbesondere dessen Darstellungen zur Mythologie.
1927 wurde er an die Fisk-Universität in Nashville (Tennessee) berufen, wo seine Studenten Lebensgeschichten und religiöse Erweckungserlebnisse ehemaliger Sklaven sammelten. 1930 war er wieder in Berkeley. In den Jahren von 1941 bis 1944 lehrte Radin am Black Mountain College und von 1947 bis 1952 am Kenyon College in Ohio. Seit 1949 reiste Paul Radin regelmäßig nach Europa, er hielt Vorlesungen in Schweden, und er nahm an den Eranos-Tagungen in Ascona (Schweiz) am Berg Monte Verità teil. Karl Kerényi und C. G. Jung hatten 1933 die Tagungsform gegründet.
1952 zog Paul Radin nach Lugano. Gemeinsam mit Karl Kerényi und C. G. Jung veröffentlichte er 1954 den Schelmen- bzw. Trickster-Zyklus der Winnebago unter dem Titel Der göttliche Schelm. Radin unterrichtete am C. G. Jung-Institut in Zürich, gelegentlich auch an den Universitäten in Oxford und Manchester. 1957 kehrte er wiederum in die USA zurück und wurde Samuel-Rubin-Professor an der Brandeis University in Waltham (Massachusetts).

## Feldforschungen
- In seinen Aktivitäten als Feldforscher reiste Paul Radin in den Jahren von 1908 bis 1913 mehrmals zu den Winnebago, deren Kultur für ihn zu einem speziellen Interessengebiet wurde.
- Seit 1911 erforschte Radin im Auftrag des Bureau of American Ethnology die Mythologie und Sprache der Zapoteken in Mexiko.
- 1914 zog er nach Kanada, wo er – gemeinsam mit Edward Sapir – umfangreiche Feldforschungen bei den Ojibwa-Indianern in der Great Lakes Region leitete.
- 1925 – nach seiner Rückkehr aus England – betrieb er Feldforschungen bei den Ottawa für die Universität Michigan.
- 1930 arbeitete er in Kalifornien beim Stamm der Patwin, die der Penuti-Sprachfamilie angehören, sowie mit den Minoritäten der Bay Area.

## Veröffentlichungen
- A Sketch of the Peyote Cult of the Winnebago. A Study in Borrowing. 1914.
- Literary Aspects Of North American Mythology. Government Printing, Ottawa 1915.
- The Winnebago Tribe. 1923 u. University of Nebraska Press 1990, ISBN 0-8032-5710-4.
- Crashing Thunder. The Native American Autobiography Series. 1926 u. University of Nebraska Press 1983, ISBN 0-8032-8910-3.
- Primitive Man as Philosopher. Vorwort von John Dewey. Appleton, New York und London 1927 (Digitalisat) u. Dover 1957, ISBN 0-486-20392-1.
- „History of Ethnological Theories“, American Anthropologist, N.S., 31, 1929 Digitalisat
- Social Anthropology. McGraw-Hill, New York 1933.
- The Method and Theory of Ethnology. 1933 u. Bergin & Garvey 1987, ISBN 0-89789-118-X.
- The Racial Myth. Whittlesey, New York, 1934.
- Primitive Religion. Its Nature and Origin. Dover, New York 1937, ISBN 0-486-20393-X.
- The Culture of the Winnebago. As Described by Themselves. 1949.
- The World of the Primitive Man. Abelard-Schuman, New York 1953.
- The Trickster. A Study in American Indian Mythology. Kommentare von C. G. Jung und Karl Kerényi. Bell, New York 1956.

## Übersetzungen
- Die religiöse Erfahrung der Naturvölker. Rhein, Zürich 1951.
- Gott und Mensch in der primitiven Welt. (The World of Primitive Man übersetzt von Margherita von Wyss.) Vom Autor revidierte und erweiterte deutsche EA. Rhein-Verlag, Zürich 1953.
- Der göttliche Schelm. Ein indianischer Mythen-Zyklus. Schelmen-Zyklus übersetzt von Ilse Krämer. Mit Karl Kerényi u. C. G. Jung. Rhein-Verlag, Zürich 1954.
- Die Vereinigung des Feuers. Ursprungsmythen der Winnebago-Indianer. Gesammelt von Paul Radin. Übersetzt von Michael Kuper (Hrsg.) u. Roger Uchtmann. Zerling, Berlin 1990, ISBN 3-88468-044-7.

## Herausgeber
- Von 1948 bis 1959: Mitherausgeber der Publikationen für Anthropologie und Linguistik der Indiana University.